# Cabrières-d’Aigues
Cabrières-d’Aigues ist eine französische Gemeinde mit 947 Einwohnern (Stand 1. Januar 2022) im Département Vaucluse in der Region Provence-Alpes-Côte d’Azur. Sie gehört zum Arrondissement Apt und ist Mitglied im Gemeindeverband Communauté Territoriale Sud-Luberon. Die Bewohner werden Cabriérains und Cabriéraines genannt.

## Geographie
Cabrières-d’Aigues befindet sich in der Provence etwa 13 Kilometer südöstlich von Apt und etwa 29 Kilometer nordnordöstlich von Aix-en-Provence.
Das Gemeindegebiet reicht vom 1125 m hohen Mourre Nègre im Nordwesten, dem höchsten Gipfel des Luberon-Gebirges, bis zum Étang de la Bonde. Der Teich ist mit 30 Hektar die größte Wasserfläche des Luberon-Regionalparks, zu dem auch das Gemeindegebiet gehört.
Umgeben wird Cabrières-d’Aigues von den sechs Nachbargemeinden:
| Auribeau | Castellet-en-Luberon                        | Saint-Martin-de-Castillon |
| Cucuron  | Kompassrose, die auf Nachbargemeinden zeigt | La Motte-d’Aigues         |
|          | Sannes                                      |                           |

## Geschichte
Die ältesten Spuren des Menschen in der Umgebung stammen aus der Altsteinzeit vor 3 Millionen Jahren. Der Lebensraum von Höhlenbewohnern ist besonders stark vertreten und seit prähistorischen Zeiten immer besiedelt. Viele dieser Spuren der Vergangenheit sind in der Gemeinde noch vorhanden.
Die Römerzeit war sehr betriebsam und es wurden viele Spuren dieser Zeit, beispielsweise Fliesen, Urnen und Amphoren, gefunden.
Die Entstehung der Gemeinde geht auf das 14. Jahrhundert zurück. Ein erstes Dorf, Roubians, wurde im 11. und 12. Jahrhundert auf dem Hügel gegründet, der seinen Namen behalten hat, und die Siedlung scheint nur für kurze Zeit von Dauer gewesen zu haben. Die Siedlung Cabrières löste dann im 14. Jahrhundert die verlassenen Roubians ab. Nur knapp 800 Meter trennen den runden Hügel von Roubians von dem Felsvorsprung, auf dem Cabrières entstand.
Ab 1442 gehörte das Dorf dem Seigneur von La Tour d’Aigues. Zur Zeit der großen Pest 1350–1390 waren die Verluste an Menschen so groß, dass die Dörfer verlassen wurden.
Nach einer langen Zeit der Verlassenheit versuchte Seigneur Raymond d’Agoult um 1450, sie wieder zu besiedeln. Die Schwierigkeit bestand darin, Menschen zu finden, die sich bereit erklärten, das Land wieder zu kultivieren, sodass er auf Arbeitskräfte aus den Alpen zurückgriff. Diese guten Arbeiter waren jedoch konfessionskritische Christen. Diese Waldenser folgten den Grundsätzen von Petrus Valdes, einem Kaufmann aus Lyon, der im 12. Jahrhundert sein Vermögen den Armen schenkte und beschloss, wie sie zu leben, indem er das gute Wort predigte. Die Grundlagen der Waldenser Bewegung waren Demut, Teilen, Gewaltlosigkeit und Armut. Sie nannten sich selbst „die Armen von Lyon“.
Die Gemeinde ist somit einer der vierzig Orte auf beiden Seiten des Luberon, in denen sich zwischen 1460 und 1560 mindestens 1400 Waldenser-Familien oder rund 6000 Menschen aus den Diözesen Turin und Embrun niederließen. Zwei Drittel kamen zwischen 1490 und 1520 in das Luberon. Die 80 Familien, die sich 1495 in Cabrières-d’Aigues niederließen, stammten aus dem Freissinières-Tal, wo sieben Jahre zuvor ein Kreuzzug gegen diese als Ketzer geltenden Menschen stattfand.
1532 schlossen sich die Waldenser der protestantischen Reformation an. Doch dann wurden die Waldenser Opfer der Verfolgung durch den Inquisitor Jean de Roma und den ersten Präsidenten des Parlaments von Aix, Jean Meynier, Baron von Oppède. Das von König Franz I. unterzeichnete „Mérindol-Dekret“ von 1540 verurteilte Mérindol zur Zerstörung. Erst im April 1545 kam es zur Anwendung. Mérindol und Cabrières d’Avignon, ein weiteres Dorf auf päpstlichem Land, wurden zerstört. Die Verwüstung breitete sich über den gesamten Luberon aus und forderte mehr als 2000 Opfer. Dieses „Massaker an den Waldensern des Luberon“ hinterließ bleibende Spuren in der Region.
Cabrières d’Aigues wurde gleich zu Beginn im April 1545 von den königlichen Truppen auf Befehl von Hauptmann Polin de La Garde niedergebrannt. Die Überlebenden suchten Zuflucht in den Wäldern und Höhlen des Luberon und konnten viel später in das Dorf zurückkehren und ihre Häuser wieder aufbauen. Andere hatten in Genf Zuflucht gesucht.
Trotz der Hugenottenkriege (1560–1598) blieb der Geist der Reformation bestehen und 1682 zählte die Zahl der Protestanten im Dorf 600. Nach der Aufhebung des Edikts von Nantes im Jahr 1685 begaben sich Familien aus Cabrières d’Aigues auf den Weg ins Exil nach Deutschland und Holland. Einige ließen sich sogar in Südafrika nieder.

## Bevölkerungsentwicklung
| Jahr      | 1962 | 1968 | 1975 | 1982 | 1990 | 1999 | 2006 | 2018 |
| --------- | ---- | ---- | ---- | ---- | ---- | ---- | ---- | ---- |
| Einwohner | 352  | 415  | 400  | 429  | 532  | 651  | 819  | 956  |

## Sehenswürdigkeiten
- Quartier du vieux château: Überreste einer Befestigung, alte Häuser, Brunnen und Lavoir
- Kirche Saint-Laurent: ehemalige Ölmühle aus dem 17. Jahrhundert, die im 18. Jahrhundert zu einer Pfarrkirche umgebaut wurde
- Kapelle Notre-Dame-de-Toutes-Fleurs, Saint-Elzéar, 12. Jahrhundert, zum Teil mit Wohnhöhlen, schönes Kreuzgewölbe
- Alte Ölmühle aus dem 18. Jahrhundert
- Höhlenwohnungen gegenüber der Altstadt: in Fels gebautes Erdgeschoss, darüber das eigentliche Haus
- Ruinen der ab der Mitte des 14. Jahrhunderts erwähnten befestigten Burg der Barone von Ansouis, vor 1503 zerstört

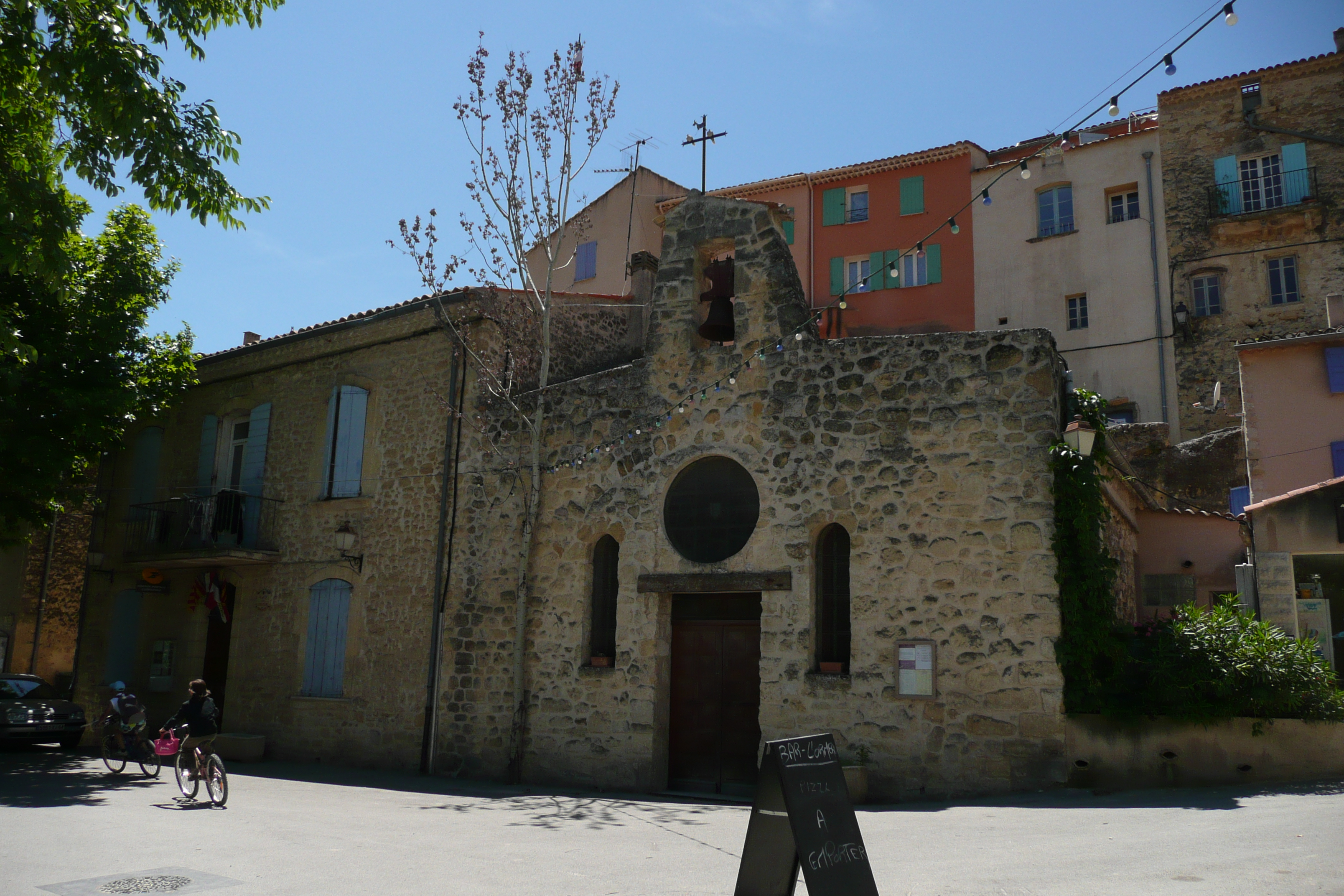
Ehemalige Pfarrkirche Saint-Laurent
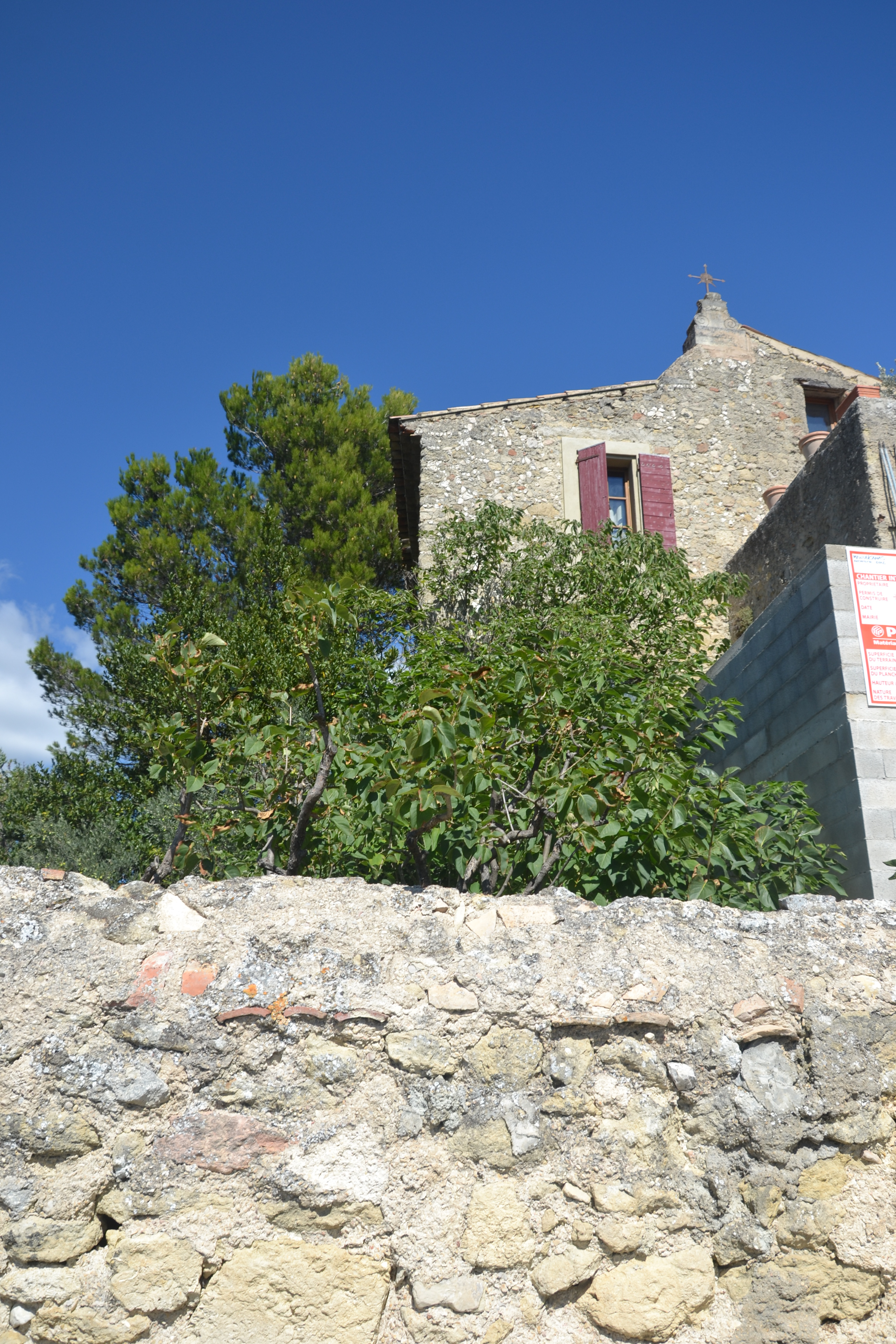
Kapelle Notre-Dame-de-Toutes-Fleurs, Saint-Elzéar